# 43. Kongress der Vereinigten Staaten
Der 43. Kongress der Vereinigten Staaten, bestehend aus dem Repräsentantenhaus und dem Senat, war die Legislative der Vereinigten Staaten. Seine Legislaturperiode dauerte vom 4. März 1873 bis zum 4. März 1875. Alle Abgeordneten des Repräsentantenhauses sowie ein Drittel der Senatoren (Klasse III) waren im Jahr 1872 bei den Kongresswahlen gewählt worden. Dabei ergab sich in beiden Kammern eine Mehrheit für die Republikanische Partei. Der Demokratischen Partei blieb nur die Rolle in der Opposition. Der Kongress tagte in der amerikanischen Bundeshauptstadt Washington, D.C. Präsident war der Republikaner Ulysses S. Grant. Die Vereinigten Staaten bestanden damals aus 37 Bundesstaaten. Die Sitzverteilung im Repräsentantenhaus basierte auf der Volkszählung von 1870.

## Wichtige Ereignisse
Siehe auch 1873 1874 und 1875
- 4. März 1873: Beginn der Legislaturperiode des 43. Kongresses. Gleichzeitig wird Präsident Grant in seine zweite Amtszeit eingeführt.
- Während der gesamten Legislaturperiode gehen die Indianerkriege weiter. Außerdem leidet das Land unter einer am 18. September 1873 ausgebrochenen Wirtschaftskrise. Darüber hinaus geht auch noch die Reconstruction Zeit weiter.
- 20. Mai 1874: Levi Strauss und Jacob Davis erhalten ein Paten auf  Blue Jeans deren Ecken der Hosentaschen mit Nieten verstärkt sind.
- 1. Juli 1874: In Philadelphia eröffnet der erste öffentliche Zoo in den Vereinigten Staaten.
- 4. November 1874: Kongresswahlen in den USA. Erstmals seit 1860 erhalten die Demokraten eine Mehrheit im Repräsentantenhaus. Im Senat behalten die Republikaner die Mehrheit.

## Die wichtigsten Gesetze
In den Sitzungsperioden des 43. Kongresses wurden unter anderem folgende Bundesgesetze verabschiedet (siehe auch: Gesetzgebungsverfahren):
- 23. Juni 1874: Poland Act (um die Mormonen und die Vielehe)
- 14. Januar 1875: Specie Payment Resumption Act
- 1. März 1875: Civil Rights Act of 1875
- 3. März 1875: Tariff of 1875
- 3. März 1875: Page Act of 1875, siehe auch Page Act

## Zusammensetzung nach Parteien

### Senat
- Demokratische Partei: 19
- Republikanische Partei: 47
- Sonstige: 7
- Vakant: 1

Gesamt: 74 Stand am Ende der Legislaturperiode

### Repräsentantenhaus
- Demokratische Partei: 88
- Republikanische Partei: 199
- Sonstige: 5
- Vakant: 0

Gesamt: 292 
Erstmals wurde nach dem Zensus von 1870 die Zahl der Abgeordneten auf 292 festgelegt.
Außerdem gab es noch zehn nicht stimmberechtigte Kongressdelegierte.

## Amtsträger

### Senat
- Präsident des Senats: Henry Wilson (R)
- Präsident pro tempore: Matthew H. Carpenter (R) bis zum 4. Januar 1875, danach Henry B. Anthony (R)

### Repräsentantenhaus
- Sprecher des Repräsentantenhauses: James G. Blaine (R)

## Senatsmitglieder
Im 43. Kongress vertraten folgende Senatoren ihre jeweiligen Bundesstaaten:
| Alabama - 2. George Goldthwaite (D) - 3. George E. Spencer (R) Arkansas - 2. Powell Clayton (R) - 3. Stephen Wallace Dorsey (R) Kalifornien - 1. Eugene Casserly (D) bis zum 29. November 1873 - John S. Hager (D) ab dem 23. Dezember 1873 - 3. Aaron Augustus Sargent (R) Connecticut - 1. William Alfred Buckingham (R) bis zum 5. Februar 1875 - William W. Eaton (D) ab dem 5. Februar 1875 - 3. Orris S. Ferry (LR= Liberaler Republikaner) Delaware - 1. Thomas F. Bayard (D) - 2. Eli M. Saulsbury (D) Florida - 1. Abijah Gilbert (R) - 3. Simon B. Conover (R) Georgia - 2. Thomas M. Norwood (D) - 3. John Brown Gordon (D) Illinois - 2. John A. Logan (R) - 3. Richard James Oglesby (R) Indiana - 1. Daniel D. Pratt (R) - 3. Oliver Morton (R) Iowa - 2. George G. Wright (R) - 3. William B. Allison (R) Kansas - 2. Alexander Caldwell (R) bis zum 24. März 1873 - Robert Crozier (R) vom 24. November 1873 bis zum 2. Februar 1874 - James Madison Harvey (R) ab dem 8. Februar 1874 - 3. John James Ingalls (R) Kentucky - 2. John W. Stevenson (D) - 3. Thomas C. McCreery (D) Louisiana - 2. Joseph R. West (R) - 3. Vakant Maine - 1. Hannibal Hamlin (R) - 2. Lot M. Morrill (R) Maryland - 1. William Thomas Hamilton (D) - 3. George R. Dennis (D) Massachusetts - 1. Charles Sumner (LR) bis zum 11. März 1874 - William B. Washburn (R) ab dem 17. April 1874 - 2. George S. Boutwell (R) ab dem 17. März 1873 Michigan - 1. Zachariah Chandler (R) - 2. Thomas W. Ferry (R) Minnesota - 1. Alexander Ramsey (R) - 2. William Windom (R) | Mississippi - 1. Adelbert Ames (R) bis zum 17. März 1873 - Henry R. Pease (R) ab dem 3. Februar 1874 - 2. James L. Alcorn (R) Missouri - 1. Carl Schurz (R) - 3. Lewis V. Bogy (D) Nebraska - 1. Thomas Tipton (R) - 2. Phineas Warren Hitchcock (R) Nevada - 1. William M. Stewart (R) - 3. John P. Jones (R) New Hampshire - 2. Aaron H. Cragin (R) - 3. Bainbridge Wadleigh (R) New Jersey - 1. John P. Stockton (D) - 2. Frederick T. Frelinghuysen (R) New York - 1. Reuben Fenton (R) - 3. Roscoe Conkling (R) North Carolina - 2. Matt Whitaker Ransom (D) - 3. Augustus Summerfield Merrimon (D) Ohio - 1. Allen G. Thurman (D) - 3. John Sherman (R) Oregon - 2. James K. Kelly (D) - 3. John H. Mitchell (R) Pennsylvania - 1. John Scott (R) - 3. Simon Cameron (R) Rhode Island - 1. William Sprague (R) - 2. Henry B. Anthony (R) South Carolina - 2. Thomas J. Robertson (R) - 3. John J. Patterson (R) Tennessee - 1. William Gannaway Brownlow (R) - 2. Henry Cooper (D) Texas - 1. James W. Flanagan (R) - 2. Morgan C. Hamilton (LR) Vermont - 1. George F. Edmunds (R) - 3. Justin Smith Morrill (R) Virginia - 1. John F. Lewis (R) - 2. John W. Johnston (D) West Virginia - 1. Arthur I. Boreman (R) - 2. Henry G. Davis (D) Wisconsin - 1. Matthew H. Carpenter (R) - 3. Timothy Otis Howe (R) |

## Mitglieder des Repräsentantenhauses
Folgende Kongressabgeordnete vertraten im 43. Kongress die Interessen ihrer jeweiligen Bundesstaaten:
| Alabama 6 Wahlbezirke und zwei staatsweit gewählte Abgeordnete - 1. Frederick George Bromberg (LR= Liberaler Republikaner) - 2. James T. Rapier (R) - 3. Charles Pelham (R) - 4. Charles Hays (R) - 5. John Henry Caldwell (D) - 6. Joseph Humphrey Sloss (D) - 7. Charles Christopher Sheats (R) staatsweit gewählt - 8. Alexander White (R) staatsweit gewählt Arkansas 3 Wahlbezirke und ein staatsweit gewählter Abgeordneter - 1. Asa Hodges (R) - 2. Oliver P. Snyder (R) - 3. William Wallace Wilshire (R) bis zum 16. Juni 1874 - Thomas M. Gunter (D) ab dem 16. Juni 1874 - 4. William Joseph Hynes (LR) staatsweit gewählt Kalifornien 4 Wahlbezirke - 1. Charles Clayton (R) - 2. Horace F. Page (R) - 3. John K. Luttrell (D) - 4. Sherman Otis Houghton (R) Connecticut 4 Wahlbezirke - 1. Joseph Roswell Hawley (R) - 2. Stephen Wright Kellogg (R) - 3. Henry H. Starkweather (R) - 4. William Henry Barnum (D) Delaware Staatsweite Wahl - James R. Lofland (R) Florida Zwei staatsweit gewählte Abgeordnete - 1. Josiah T. Walls (R) - 2. William J. Purman (R) bis zum 25. Januar 1875 Georgia 9 Wahlbezirke - 1. Morgan Rawls (D) bis zum 24. März 1874 - Andrew Sloan (R) ab dem 24. März 1874 - 2. Richard H. Whiteley (R) - 3. Philip Cook (D) - 4. Henry R. Harris (D) - 5. James C. Freeman (R) - 6. James Henderson Blount (D) - 7. Pierce Young (D) - 8. Alexander Hamilton Stephens (D) ab dem 1. Dezember 1873 - 9. Hiram Parks Bell (D) Illinois 19 Wahlbezirke - 1. John Blake Rice (R) bis zum 17. Dezember 1874 - Bernard G. Caulfield (D) ab dem 1. Februar 1875 - 2. Jasper D. Ward (R) - 3. Charles B. Farwell (R) - 4. Stephen A. Hurlbut (R) - 5. Horatio C. Burchard (R) - 6. John B. Hawley (R) - 7. Franklin Corwin (R) - 8. Greenbury L. Fort (R) - 9. Granville Barrere (R) - 10. William H. Ray (R) - 11. Robert M. Knapp (D) - 12. James Carroll Robinson (D) - 13. John McNulta (R) - 14. Joseph Gurney Cannon (R) - 15. John R. Eden (D) - 16. James Stewart Martin (R) - 17. William Ralls Morrison (D) - 18. Isaac Clements (R) - 19. Samuel S. Marshall (D) Indiana 10 Wahlbezirke plus drei staatsweit gewählte Abgeordnete - 1. William E. Niblack (D) - 2. Simeon K. Wolfe (D) - 3. William S. Holman (D) - 4. Jeremiah M. Wilson (R) - 5. John Coburn (R) - 6. Morton C. Hunter (R) - 7. Thomas J. Cason (R) - 8. James Noble Tyner (R) - 9. John P. C. Shanks (R) - 10. Henry B. Sayler (R) - 11. Jasper Packard (R) staatsweit gewählt - 12. Godlove Stein Orth (R) staatsweit gewählt - 13. William Williams (R) staatsweit gewählt Iowa 9 Wahlbezirke - 1. George Washington McCrary (R) - 2. Aylett R. Cotton (R) - 3. William G. Donnan (R) - 4. Henry Otis Pratt (R) - 5. James Wilson (R) - 6. William Loughridge (R) - 7. John A. Kasson (R) - 8. James W. McDill (R) - 9. Jackson Orr (R) Kansas Alle drei Abgeordnete wurden staatsweit gewählt - 1. David Perley Lowe (R) - 2. Stephen A. Cobb (R) - 3. William A. Phillips (R) Kentucky 10 Wahlbezirke - 1. Edward Crossland (D) - 2. John Young Brown (D) - 3. Charles W. Milliken (D) - 4. William B. Read (D) - 5. Elisha Standiford (D) - 6. William Evans Arthur (D) - 7. James B. Beck (D) - 8. Milton J. Durham (D) - 9. George Madison Adams (D) - 10. John Duncan Young (D) Louisiana 5 Wahlbezirke und einen staatsweit gewählten Abgeordneten - 1. J. Hale Sypher (R) bis zum 3. März 1875 - Effingham Lawrence (D) ab dem 3. März 1875, amtierte nur für einen Tag - 2. Lionel Allen Sheldon (R) - 3. Chester Bidwell Darrall (R) - 4. George Luke Smith (R) ab dem 24. November 1873 - 5. Frank Morey (R) - 6. George A. Sheridan (LR) staatsweit gewählt Maine 5 Wahlbezirke - 1. John H. Burleigh (R) - 2. William P. Frye (R) - 3. James G. Blaine (R) - 4. Samuel F. Hersey (R) bis zum 3. Februar 1875 - 5. Eugene Hale (R) Maryland 6 Wahlbezirke. - 1. Ephraim King Wilson (D) - 2. Stevenson Archer (D) - 3. William J. O’Brien (D) - 4. Thomas Swann (D) - 5. William Albert (R) - 6. Lloyd Lowndes (R) Massachusetts 11 Wahlbezirke - 1. James Buffinton (R) - 2. Benjamin W. Harris (R) - 3. William Whiting (R) bis zum 29. Juni 1873 - Henry L. Pierce (R) ab dem 1. Dezember 1873 - 4. Samuel Hooper (R) - 5. Daniel W. Gooch (R) - 6. Benjamin Franklin Butler (R) - 7. Ebenezer R. Hoar (R) - 8. John M. S. Williams (R) - 9. George Frisbie Hoar (R) - 10. Alvah Crocker (R) bis zum 26. Dezember 1874 - Charles A. Stevens (R) ab dem 27. Januar 1875 - 11. Henry L. Dawes (R) Michigan 9 Wahlbezirke - 1. Moses W. Field (R) - 2. Henry Waldron (R) - 3. George Willard (R) - 4. Julius C. Burrows (R) - 5. Wilder D. Foster (R) bis zum 20. September 1873 - William B. Williams (R) ab dem 1. Dezember 1873 - 6. Josiah Begole (R) - 7. Omar D. Conger (R) - 8. Nathan B. Bradley (R) - 9. Jay Abel Hubbell (R) Minnesota 3. Wahlbezirke - 1. Mark H. Dunnell (R) - 2. Horace B. Strait (R) - 3. John T. Averill (R) Mississippi 6 Wahlbezirke - 1. Lucius Lamar (D) - 2. Albert R. Howe (R) - 3. Henry W. Barry (R) - 4. Jason Niles (R) - 5. George C. McKee (R) - 6. John R. Lynch (R) Missouri 13 Wahlbezirke - 1. Edwin O. Stanard (R) - 2. Erastus Wells (D) - 3. William Henry Stone (D) - 4. Robert Anthony Hatcher (D) - 5. Richard P. Bland (D) - 6. Harrison E. Havens (R) - 7. Thomas Theodore Crittenden (D) - 8. Abram Comingo (D) - 9. Isaac Charles Parker (R) - 10. Ira B. Hyde (R) - 11. John Bullock Clark (D) - 12. John Montgomery Glover (D) - 13. Aylett Hawes Buckner (D) Nebraska Staatsweite Wahl - Lorenzo Crounse (R) | Nevada Staatsweite Wahl - Charles West Kendall (D) New Hampshire 3 Wahlbezirke - 1. William B. Small (R) - 2. Austin F. Pike (R) - 3. Hosea Washington Parker (D) New Jersey 7 Wahlbezirke - 1. John W. Hazelton (R) - 2. Samuel A. Dobbins (R) - 3. Amos Clark (R) - 4. Robert Hamilton (D) - 5. William Walter Phelps (R) - 6. Marcus Lawrence Ward (R) - 7. Isaac W. Scudder (R) New York 32 Wahlbezirke. Außerdem wurde ein Abgeordneter staatsweit gewählt - 1. Henry Joel Scudder (R) - 2. John G. Schumaker (D) - 3. Stewart L. Woodford (R) bis zum 1. Juli 1874 - Simeon B. Chittenden (IR= Unabhängiger Republikaner) ab dem 3. November 1874 - 4. Philip S. Crooke (R) - 5. William R. Roberts (D) - 6. James Brooks (D) bis zum 30. April 1873 - Samuel S. Cox (D) ab dem 4. November 1873 - 7. Thomas J. Creamer (D) - 8. John D. Lawson (R) - 9. David B. Mellish (R) bis zum 23. Mai 1874 - Richard Schell (D) ab dem 7. Dezember 1874 - 10. Fernando Wood (D) - 11. Clarkson Nott Potter (D) - 12. Charles St. John (R) - 13. John O. Whitehouse (D) - 14. David M. De Witt (D) - 15. Eli Perry (D) - 16. James S. Smart (R) - 17. Robert S. Hale (R) - 18. William A. Wheeler (R) - 19. Henry H. Hathorn (R) - 20. David Wilber (R) - 21. Clinton L. Merriam (R) - 22. Ellis H. Roberts (R) - 23. William E. Lansing (R) - 24. R. Holland Duell (R) - 25. Clinton D. MacDougall (R) - 26. William H. Lamport (R) - 27. Thomas C. Platt (R) - 28. Horace B. Smith (R) - 29. Freeman Clarke (R) - 30. George Gilbert Hoskins (R) - 31. Lyman K. Bass (D) - 32. Walter L. Sessions (R) - 33. Lyman Tremain (R) staatsweit gewählt North Carolina 8 Wahlbezirke - 1. Clinton L. Cobb (R) - 2. Charles R. Thomas (R) - 3. Alfred Moore Waddell (D) - 4. William Alexander Smith (R) - 5. James Madison Leach (D) - 6. Thomas Samuel Ashe (D) - 7. William M. Robbins (D) - 8. Robert B. Vance (D) Ohio 20 Wahlbezirke - 1. Milton Sayler (D) - 2. Henry B. Banning (LR) - 3. John Quincy Smith (R) - 4. Lewis B. Gunckel (R) - 5. Charles N. Lamison (D) - 6. Isaac R. Sherwood (R) - 7. Lawrence T. Neal (D) - 8. William Lawrence (R) - 9. James Wallace Robinson (R) - 10. Charles Foster (R) - 11. Hezekiah S. Bundy (R) - 12. Hugh J. Jewett (D) bis zum 23. Juni 1874 - William E. Finck (D) ab dem 7. Dezember 1874 - 13. Milton I. Southard (D) - 14. John Berry (D) - 15. William P. Sprague (R) - 16. Lorenzo Danford (R) - 17. Laurin D. Woodworth (R) - 18. James Monroe (R) - 19. James A. Garfield (R) - 20. Richard C. Parsons (R) Oregon Staatsweite Wahl - Joseph G. Wilson (R) bis zum 2. Juli 1873 - James W. Nesmith (D) ab dem 1. Dezember 1873 Pennsylvania 24 Wahlbezirke. Außerdem wurden drei Abgeordnete staatsweit gewählt - 1. Samuel J. Randall (D) - 2. Charles O’Neill (R) - 3. Leonard Myers (R) - 4. William D. Kelley (R) - 5. Alfred C. Harmer (R) - 6. James Soloman Biery (R) - 7. Washington Townsend (R) - 8. Hiester Clymer (D) - 9. Abraham Herr Smith (R) - 10. John Weinland Killinger (R) - 11. John Brutzman Storm (D) - 12. Lazarus Denison Shoemaker (R) - 13. James Dale Strawbridge (R) - 14. John Black Packer (R) - 15. John Alexander Magee (D) - 16. John Cessna (R) - 17. Robert Milton Speer (D) - 18. Sobieski Ross (R) - 19. Carlton Brandaga Curtis (R) - 20. Hiram Lawton Richmond (R) - 21. Alexander Wilson Taylor (R) - 22. James Scott Negley (R) - 23. Ebenezer McJunkin (R) bis zum 1. Januar 1875 - John McCandless Thompson (R) ab dem 22. Dezember 1874 - 24. William S. Moore (R) - 25. Charles Albright (R) staatsweit gewählt - 26. Glenni William Scofield (R) staatsweit gewählt - 27. Lemuel Todd (R) staatsweit gewählt Rhode Island 2 Wahlbezirke - 1. Benjamin T. Eames (R) - 2. James M. Pendleton (R) South Carolina 4 Wahlbezirke. Außerdem wurde ein Abgeordneter staatsweit gewählt - 1. Joseph Hayne Rainey (R) - 2. Alonzo J. Ransier (R) - 3. Robert B. Elliott (R) bis zum 1. November 1874 - Lewis C. Carpenter (R) ab dem 3. November 1874 - 4. Alexander S. Wallace (R) - 5. Richard H. Cain (R) staatsweit gewählt Tennessee 9 Wahlbezirke. Außerdem wurde ein Abgeordneter staatsweit gewählt - 1. Roderick R. Butler (R) - 2. Jacob Montgomery Thornburgh (R) - 3. William Crutchfield (R) - 4. John Morgan Bright (D) - 5. Horace Harrison (R) - 6. Washington C. Whitthorne (D) - 7. John Atkins (D) - 8. David Alexander Nunn (R) - 9. Barbour Lewis (R) - 10. Horace Maynard (R) staatsweit gewählt Texas 4 Wahlbezirke. Außerdem wurden zwei Abgeordnete staatsweit gewählt - 1. William S. Herndon (D) - 2. William P. McLean (D) - 3. De Witt Clinton Giddings (D) - 4. John Hancock (D) - 5. Roger Q. Mills (D) staatsweit gewählt - 6. Asa H. Willie (D) staatsweit gewählt Vermont 3 Wahlbezirke - 1. Charles W. Willard (R) - 2. Luke P. Poland (R) - 3. George Whitman Hendee (R) Virginia 9 Wahlbezirke - 1. James Beverley Sener (R) - 2. James H. Platt (R) - 3. John Ambler Smith (R) - 4. William Stowell (R) - 5. Alexander Davis (D) bis zum 5. März 1874 - Christopher Yancy Thomas (R) ab dem 5. März 1874 - 6. Thomas Whitehead (D) - 7. John T. Harris (D) - 8. Eppa Hunton (D) - 9. Rees Bowen (D) West Virginia 3 Wahlbezirke - 1. John James Davis (unabhängiger Demokrat) - 2. John Hagans (R) - 3. Frank Hereford (D) Wisconsin 8 Wahlbezirke - 1. Charles G. Williams (R) - 2. Gerry Whiting Hazelton (R) - 3. J. Allen Barber (R) - 4. Alexander Mitchell (D) - 5. Charles A. Eldredge (D) - 6. Philetus Sawyer (R) - 7. Jeremiah McLain Rusk (R) - 8. Alexander S. McDill (R) |

Nicht stimmberechtigte Mitglieder im Repräsentantenhaus:
- Arizona-Territorium: Richard Cunningham McCormick (National Union Party)
- Colorado-Territorium: Jerome Bunty Chaffee (R)
- Dakota-Territorium: Moses K. Armstrong (D)
- District of Columbia: Norton P. Chipman (R)
- Idaho-Territorium: John Hailey (D)
- Montana-Territorium: Martin Maginnis (D)
- New-Mexico-Territorium: Stephen Benton Elkins (R)
- Utah-Territorium: George Q. Cannon (R)
- Washington-Territorium: Obadiah B. McFadden (D)
- Wyoming-Territorium: William Randolph Steele (D)